# Musa Barrow
Musa Barrow (sinh ngày 14 tháng 11 năm 1998) là cầu thủ bóng đá chuyên nghiệp người Gambia chơi cho câu lạc bộ Bologna tại Serie A và Đội tuyển bóng đá quốc gia Gambia ở vị trí tiền đạo.